# Campoletis varians
Campoletis varians är en stekelart som först beskrevs av Thomson 1887.  Campoletis varians ingår i släktet Campoletis och familjen brokparasitsteklar. Arten är reproducerande i Sverige. Inga underarter finns listade.